# Kaillie Humphries
Kaillie Humphries, född 4 september 1985 i Calgary, är en kanadensisk-amerikansk bobåkare.
Humphries främsta meriter är OS-guldmedaljerna hon tog i Vancouver 2010, Sotji 2014 och Peking 2022.